# 穆日洛維奇
49°51′37″N 23°29′37″E / 49.86028°N 23.49361°E
穆日洛維奇（烏克蘭語：Мужиловичі），是烏克蘭的村落，位於該國西部利沃夫州，由亞沃里夫區負責管轄，面積13.31平方公里，海拔高度259米，2001年人口1,021，人口密度每平方公里76.71人。